# De itinere Frisonum
De itinere Frisonum ('Over de Friese reis') is een in het Latijn opgesteld ooggetuigenverslag van de Friese kruisvaarders' reis van Friesland tot Acre tijdens de Vijfde Kruistocht (1217-1221). Het verhaal werd geschreven door een anonieme deelnemer aan de onderneming die hoogstwaarschijnlijk een lid van de geestelijkheid was. Abt Emo van de Premonstratenzer klooster Bloemhof nam het zonder wijzigingen over in zijn kroniek (Kroniek van Wittewierum). Emo's versie is de enige overgebleven kopie van het verloren origineel en wordt bewaard in de bibliotheek van de universiteit van Groningen. Het verhaal is opmerkelijk vanwege de gedetailleerde beschrijving van de geografie van de landen die de Friese kruisvaarders op hun reis tegenkwamen en het perspectief van de auteur op de motivaties van zijn landgenoten tijdens de onderneming. Het verhaal loopt parallel tot aan de Friese [hen] met de tekst van Lissabon [de aankomst Gesta rhenanorum crusignorum.
Het verhaal wordt meestal gebruikt door historici om te verwijzen naar de devotionele aspecten van de Friezen tijdens hun bezoek aan Lissabon. Hier maken ze een toespeling op een Friese lokale martelaar die in het verhaal Pupeto Ulinga wordt genoemd, die volgens het verhaal was omgekomen tijdens de Beleg van Lissabon van 1147. Ook bevat de tekst een gedeelte waarin de Friese verteller uitlegt waarom de Friezen weigerden de Portugezen te helpen bij hun geplande aanval op de door de Almohaden gecontroleerde stad Alcácer do Sal. De verteller beweert dat Paus Innocentius III de bisschop Soeiro Viegas van Lissabon op het Viertes Laterankonzil had laten weten dat de bevrijding van de Kerk uld begin bij zijn hoofd". Hoewel de tekst geen toespelingen maakt op de Kreuzzug von Damiette, eindigde het verhaal met Bij aankomst van de Friese vloot in Acre in het voorjaar van 1218, lijkt de auteur tevreden te zijn met het verhaal van de kruistochten van de Friezen op het Iberisch schiereiland. De geestelijke verteller legt uit hoe zijn landgenoten, zonder de hulp van enige andere christelijke groepering, de door Almohaden gecontroleerde havens van Faro, Rota en Cadiz zelf veroverden en vernietigden. De auteur wilde bovendien graag uitleggen hoe deze daden volledig werden beschouwd als onderdeel van de kruistocht. Dit was vooral het geval toen hij Paus Honorius III van hen op de hoogte bracht tijdens de winterstop van de Friese vloten in Midden-Italië (oktober 1217 tot maart 1218).

## Edities en vertalingen
- Alleen Latijn: Röhricht, Reinhold, Quinti belli sacri scriptores minores (Genève, 1879) pp. 57–70.
- Latijn en Nederlands: Jansen, Hubertus P. H. and Antheunis Janse eds., Kroniek van het klooster Bloemhof te Wittewierum (Hilversum, 1991).
- Latijn en Spaans: Ferreiro Almeparte, Jaime, Arribadas de Normandos y cruzados a las costas de la península ibérica (Madrid, 1999).
- Latijn en Engels: Villegas-Aristizábal, Lucas, "A Frisian Perspective on Crusading in Iberia as Part of the Sea Journey to the Holy Land, 1217–1218," Studies in Medieval and Renaissance History, 3rd Series 15 (2018), 110-149.

## Verdere lezing
- Bird, J. L., Peters, E. and Powell, J. M. eds. Crusade and Christendom: Annotated Documents in Translation from Innocent III to the Fall of Acre, 1187–1291 (Pennsylvania: Penn, 2014).
- Braßat, Herbert, “Die Teilnahme de Friesen an den Kreuzzügen ultra mare vornehmlich im 12. Jahrhundert — Beiträge zur Geschichte der deutschen Seefahrt im 12 Jahrhundert” (PhD diss., Universiteit van Berlijn , 1970), 139–50.
- Frijhoff, Willem, “Damiette appropriée: La mémoire de croisade, instrument de concorde civique (Haarlem, XVIe–XVIIle siècle),” Revue du Nord 88 (2006): 7–42.
- Lay, Stephen “Miracles, Martyrs and the Cult of Henry the Crusader in Lisbon,” Portuguese Studies 24, no. 1 (2008): 26–30.
- Mol, Johannes A., “Frisian Fighters and the Crusades,” Crusades 1 (2002): 94–96.
- van Moolenbroek, Jaap J.  “De ketting van Damietta, een Haarlems zaagschip en Willem I van Holland: over de wording en standaardisering van een kruistochtmythe,” Jaarboek voor Middeleeuwse Geschiedenis 14 (2011): 113–49
- van Moolenbroek, Jaap J., Nederlandse kruisvaarders naar Damiate aan de Nijl: Acht eeuwen geschiedenis en fantasie in woord en beeld (Hilversum, 2016).
- Villegas-Aristizábal, Lucas, "A Frisian Perspective on Crusading in Iberia as Part of the Sea Journey to the Holy Land, 1217–1218," Studies in Medieval and Renaissance History, 3rd Series 15 (2018): 69-149.
- Villegas-Aristizábal, Lucas “Was the Portuguese Led Military Campaign against Alcácer do Sal in the Autumn of 1217 Part of the Fifth Crusade?” Al-Masāq: Journal of the Medieval Mediterranean 31, no. 1 (2019): 50–67.
- Wilson, Jonathan, "Tactics of Attraction: Saints, Pilgrims and Warriors in the Portuguese Reconquista", Portuguese Studies 30, no. 2 (2014): 26–30.
- Wilson, Jonathan, The Conquest of Santarém and Goswin’s Song of the Conquest of Alcácer do Sal (Londen: Rutledge, 2021).